# Голубичі (Опрталь)
Голубичі (хорв. Golubići) — населений пункт у Хорватії, в Істрійській жупанії у складі громади Опрталь.

## Населення
Населення за даними перепису 2011 року становило 29 осіб.
Динаміка чисельності населення поселення:

## Клімат
Середня річна температура становить 13,27 °C, середня максимальна – 26,99 °C, а середня мінімальна – -1,70 °C. Середня річна кількість опадів – 987 мм.
| Клімат поселення                              | Клімат поселення | Клімат поселення | Клімат поселення | Клімат поселення | Клімат поселення | Клімат поселення | Клімат поселення | Клімат поселення | Клімат поселення | Клімат поселення | Клімат поселення | Клімат поселення | Клімат поселення |
| Показник                                      | Січ.             | Лют.             | Бер.             | Квіт.            | Трав.            | Черв.            | Лип.             | Серп.            | Вер.             | Жовт.            | Лист.            | Груд.            |                  |
| Середній максимум, °C                         | 9,75             | 11,17            | 14,39            | 17,75            | 22,65            | 26,54            | 26,99            | 26,36            | 22,16            | 17,52            | 12,54            | 8,91             |                  |
| Середня температура, °C                       | 4,03             | 5,45             | 8,68             | 12,04            | 16,93            | 20,82            | 23,11            | 22,49            | 18,30            | 13,64            | 8,65             | 5,04             |                  |
| Середній мінімум, °C                          | −1,7             | −0,27            | 2,96             | 6,32             | 11,21            | 15,09            | 19,24            | 18,62            | 14,43            | 9,78             | 4,80             | 1,17             |                  |
| Норма опадів, мм                              | 70               | 56               | 71               | 79               | 75               | 85               | 58               | 87               | 94               | 114              | 109              | 89               |                  |
| Середньомісячна швидкість вітру, м/с          | 1.46             | 1.76             | 1.96             | 2.02             | 1.84             | 1.76             | 1.74             | 1.65             | 1.56             | 1.66             | 1.66             | 1.56             |                  |
| Середньомісячна сонячна радіація, кДж/м²·день | 4395             | 7326             | 10587            | 15007            | 19140            | 20941            | 21963            | 18835            | 13940            | 8891             | 4885             | 3675             |                  |
| --------------------------------------------- | ---------------- | ---------------- | ---------------- | ---------------- | ---------------- | ---------------- | ---------------- | ---------------- | ---------------- | ---------------- | ---------------- | ---------------- | ---------------- |
| Джерело:                                      |                  |                  |                  |                  |                  |                  |                  |                  |                  |                  |                  |                  |                  |